# Rexburg
Rexburg is een plaats (city) in de Amerikaanse staat Idaho, en valt bestuurlijk gezien onder Madison County.

## Demografie
Bij de volkstelling in 2000 werd het aantal inwoners vastgesteld op 17.257.
In 2006 is het aantal inwoners door het United States Census Bureau geschat op 26.657, een stijging van 9400 (54.5%).

## Geografie
Volgens het United States Census Bureau beslaat de plaats een oppervlakte van
12,8 km², waarvan 12,6 km² land en 0,2 km² water. Rexburg ligt op ongeveer 1474 m boven zeeniveau.

## Plaatsen in de nabije omgeving
De onderstaande figuur toont nabijgelegen plaatsen in een straal van 20 km rond Rexburg.